# Archerwill
Archerwill est une communauté située dans la province de Saskatchewan, dans le centre-est.